# Magic Man
«Magic Man» es una canción de la banda estadounidense Heart. Se lanzó como sencillo en Canadá en 1975, y en Estados Unidos en 1976 como segundo sencillo del álbum Dreamboat Annie.

## Personal
- Ann Wilson – voz
- Nancy Wilson – guitarras
- Roger Fisher – guitarras
- Steve Fossen – bajo
- Howard Leese – batería